# Musée de Mayotte
Le Musée de Mayotte (MuMA), est le musée du patrimoine historique, culturel et environnemental de Mayotte, département français d'outre-mer, situé dans l'océan Indien. Il est installé sur le rocher de Dzaoudzi, dans l'ancienne caserne édifiée en 1845. Inauguré en 2015, il a reçu le label Musée de France le 20 décembre 2018.

## Historique
Le projet de musée, initié par le Conseil départemental de Mayotte, est mis en œuvre en 2012. Dans une île où la transmission est avant tout orale, il s'agit d'abord de constituer des collections, avec l'aide de la Direction des Affaires Culturelles de Mayotte, et d'établir un projet scientifique et culturel pour lequel deux conservateurs en chef sont associés, Colette Foissey et Michel Colardelle qui a porté le MUCEM. Le directeur du MUMA est Abdoul-Karim Ben Said.
Le lieu définitif du MuMA est prévu à terme dans la résidence du Gouverneur, bâtiment classé Monument historique pour lequel des travaux importants de restauration et d'aménagement sont engagés. Le musée est pour l'instant installé dans la caserne de Petite Terre, bâtiment inscrit aux Monuments historiques.

## Expositions
Le MuMA accueille des expositions de préfiguration depuis 2015 et propose également des samedis thématiques mensuels. Les Journées du patrimoine, les Nuits des musées, les Journées nationales de l'archéologie sont autant d'occasions de montrer la richesse du patrimoine matériel et immatériel mahorais : le plurilinguisme, le debaa des femmes, les musiques vivantes, l'art de la bijouterie traditionnelle, les douka (épiceries de village), le sel de Bandrélé, les recherches archéologiques, les canons et le rocher de Dzaoudzi... Le patrimoine naturel est également représenté : plantes et forêts de Mayotte, animaux marins, lagon.

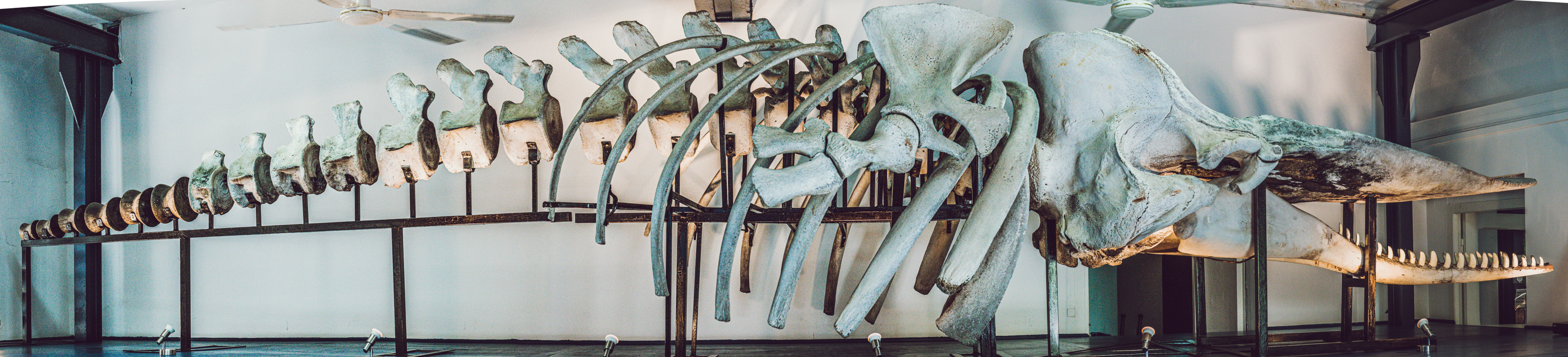
Carcasse de cachalot exposée au MuMA

L'artiste vidéaste Christine Coulange est associée en résidence d'artiste pour développer de nouvelles formes de médiation. L'accueil du public scolaire est encouragé.
L'attribution du label Musée de France en 2018 est une forme de reconnaissance pour les efforts entrepris.